# Matka (film 1926)
Matka (ros. Мать, Mat) – radziecki czarno-biały film niemy z 1926 roku w reżyserii Wsiewołoda Pudowkina. Film jest adaptacją powieści Maksyma Gorkiego przedstawiająca matkę przyłączającą się do ruchu rewolucyjnego, by w następstwie zajść ulicznych, podczas demonstracji zginąć wraz z synem.
W międzynarodowej ankiecie brukselskiej z 1958 roku rozpisanej przez Bureau International de la Recherche Historique Cinématografique film Matka zajął ósme miejsce na liście najlepszych filmów świata.

## Treść
Akcja filmu toczy się w carskiej Rosji na początku XX wieku. Paweł Własow ma ojca alkoholika, który przepija majątek rodziny i dręczy jego oraz matkę. Pewnego dnia Paweł staje w obronie matki i zostaje pobity. Jakiś czas później ojciec zostaje w zamian za alkohol łamistrajkiem, tymczasem syn rozpoczyna działalność w konspiracji rewolucyjnej i ukrywa w domu broń rewolucjonistów. W czasie zamieszek ojciec Pawła ponosi śmierć. Policja wkracza do jego domu i aresztuje Pawła. Matka błaga żandarmów by wypuścili jej syna. Oficer obiecuje, że tak zrobi jeśli odda broń, którą ukrywa. Matka wskazuje wówczas miejsce ukrycia broni, ale żandarmi łamią obietnicę. Paweł wyrokiem sądu zostaje zesłany na katorgę. Mimo początkowej urazy, przebacza jednak matce zdradę sekretu. Wkrótce matka sama przyłącza się do rewolucjonistów...

## Obsada
- Wiera Baranowska - Pelageja Nilowna Własowa, matka
- Nikołaj Batałow - Paweł Własow
- Aleksandr Czystiakow - Stary Własow
- Iwan Kowal-Samborski - Działacz strajkowy
- Aleksandr Gromow - Rewolucjonista
- Aleksandr Sawicki - Reakcyjny sprzedawca
- Anna Ziemcowa - Rewolucjonistka
- Wsiewołod Pudowkin - Oficer policji